# Cadillac Fleetwood Brougham
Cadillac Fleetwood Brougham – samochód osobowy klasy luksusowej produkowany pod amerykańską marką Cadillac w latach 1977–1986 oraz jako Cadillac Brougham w latach 1986–1992.

## Historia i opis modelu

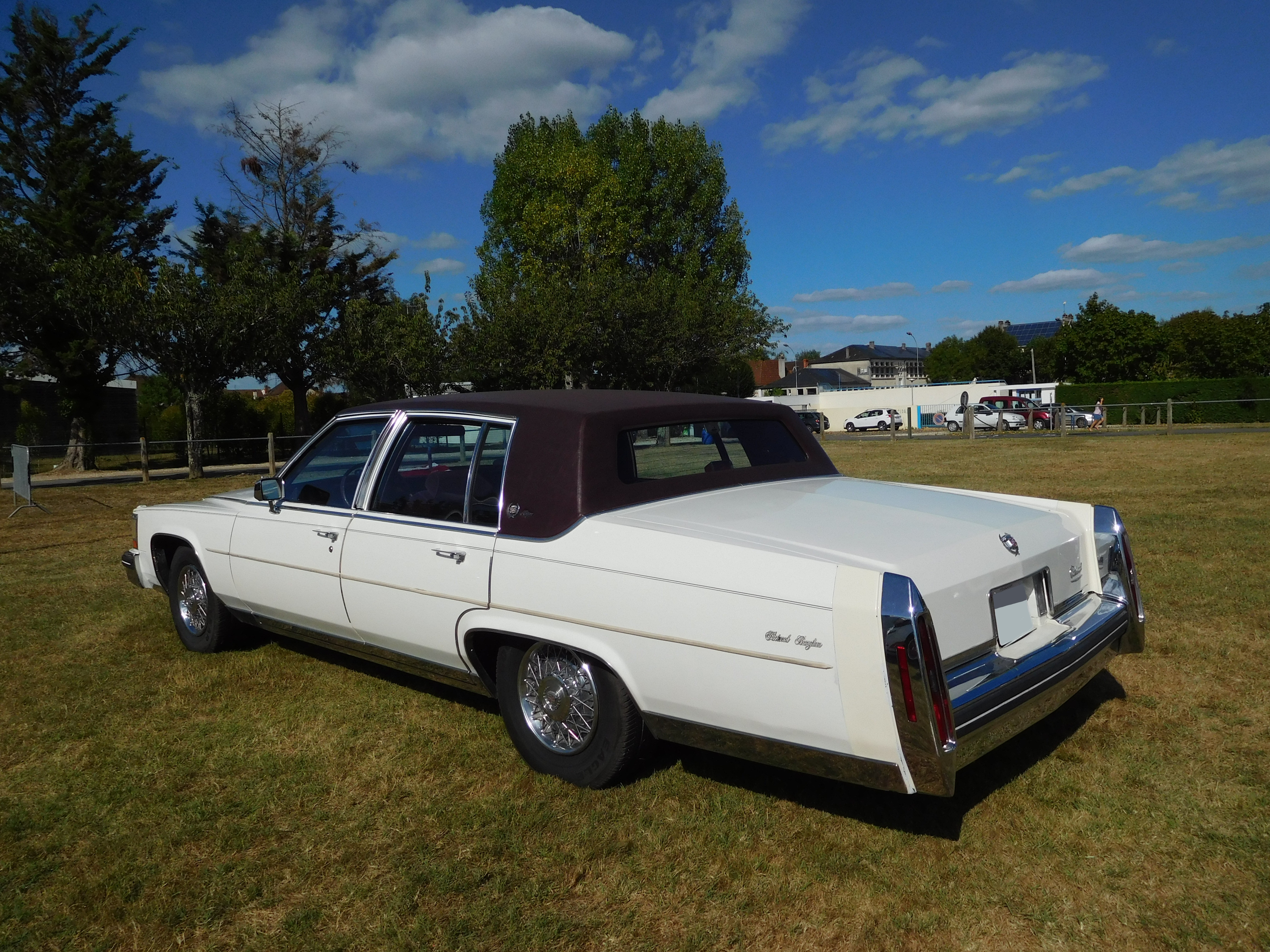
Cadillac Fleetwood Brougham – tył

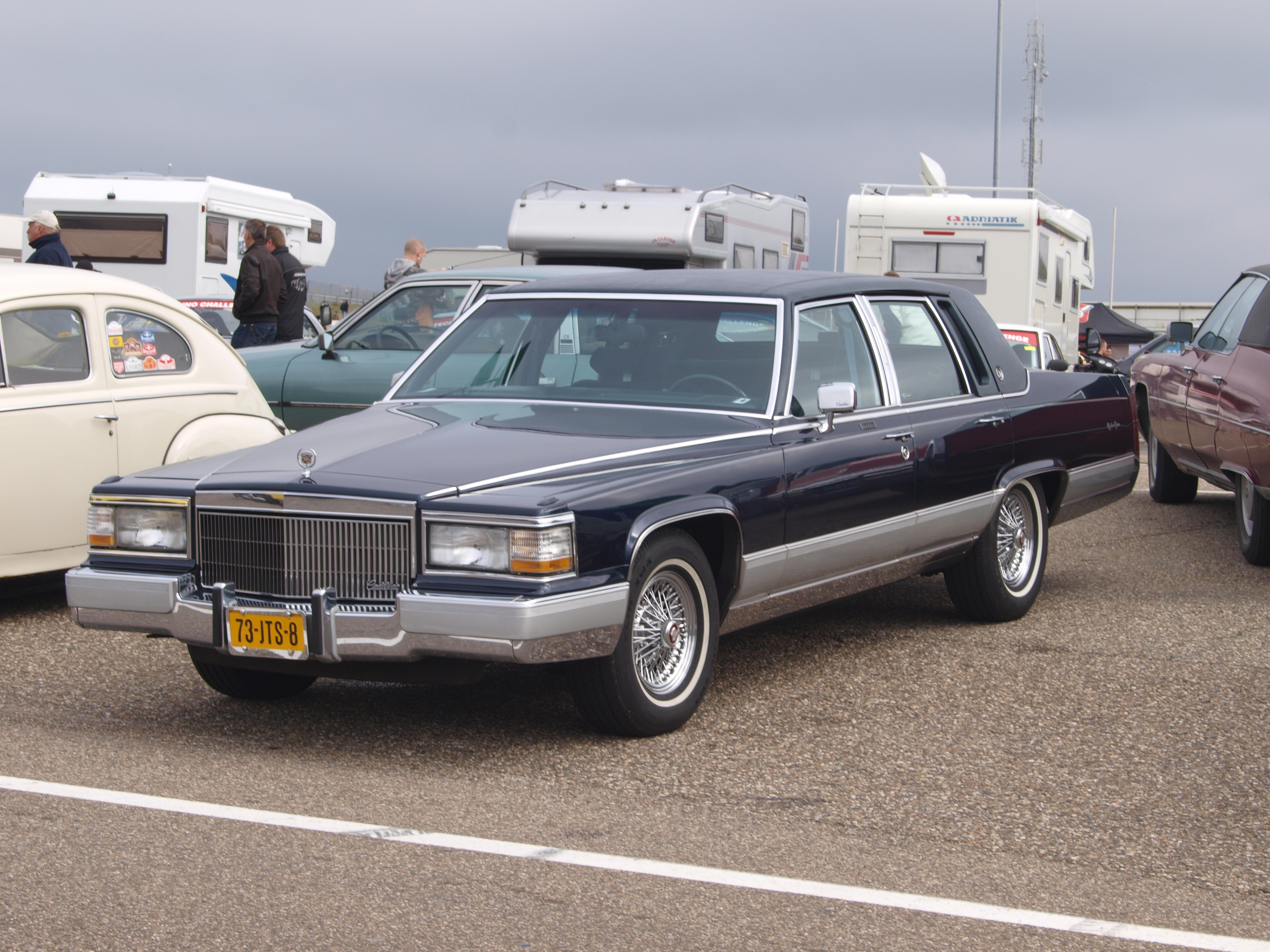
Cadillac Brougham po liftingu

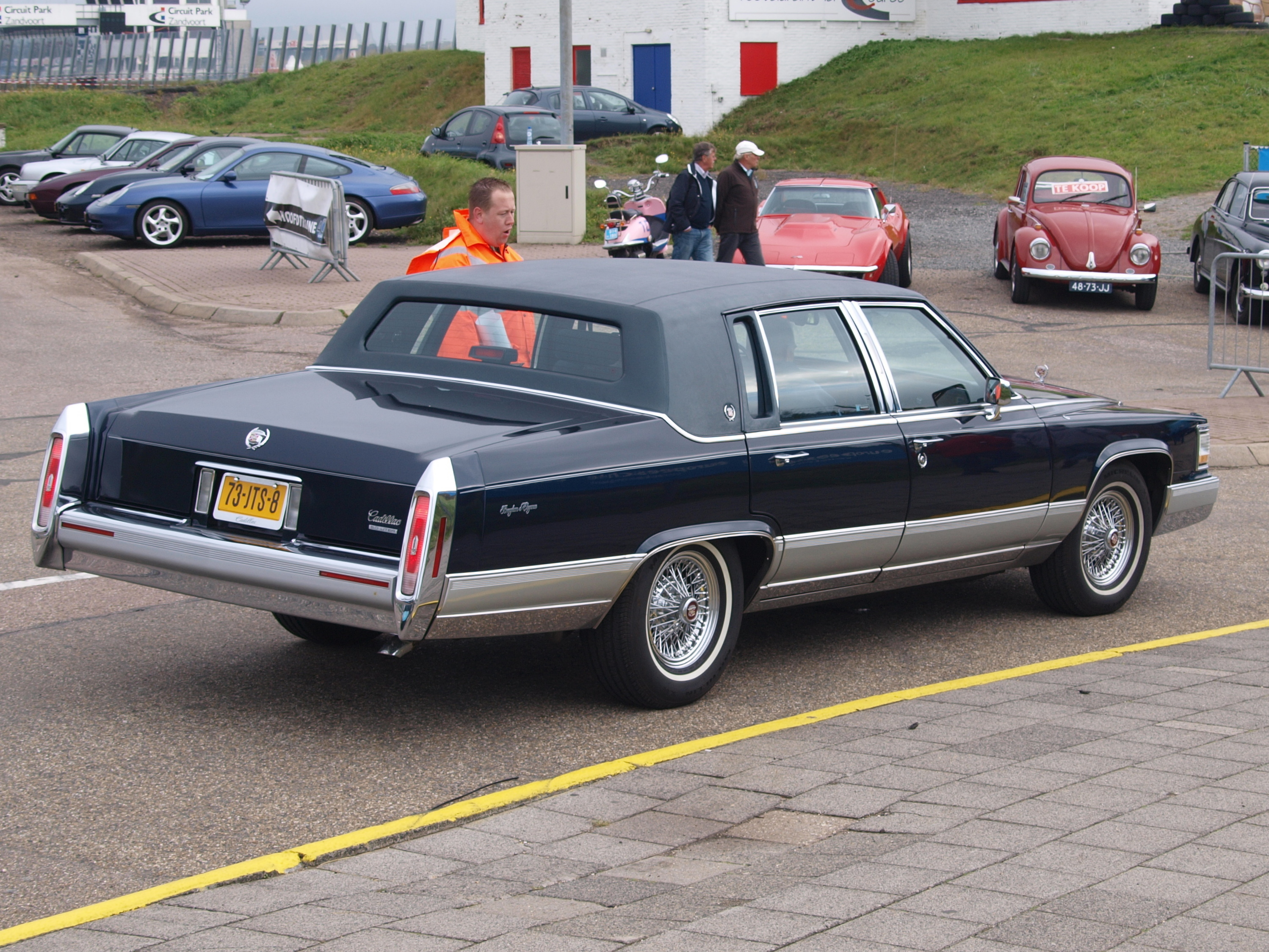
Cadillac Brougham – tył po liftingu

W 1977 roku Cadillac opracował następcę dla serii modelowej Sixty Special, używając połączenie dwóch nazw wersji wyposażeniowych i Fleetwood i Brougham, które nosiło wiele topowych modeli marki poczynając od lat 40. XX wieku. Fleetwood Brougham powstał na bazie modelu DeVille i platformie D-body, zyskując charakterystyczną kanciastą sylwetkę i podłużny, opadający ku dołowi tył.

### Lifting i zmiana nazwy
W 1986 roku Cadillac przeprowadził gruntowną modernizację swojej topowej limuzyny, zmieniając jej nazwę na skrócone Cadillac Brougham. Pod kątem wizualnym, w ramach restylizacji limuzyna marki zyskała przemodelowane zderzaki, inne reflektory, a także przestylizowane tylne lampy.

### Dane techniczne
- V8 5,7 l (5733 cm³), 2 zawory na cylinder, OHV
- Średnica × skok tłoka: 101,60 mm × 88,40 mm
- Stopień sprężania: 9,8:1
- Moc maksymalna: 188 KM (138 kW) przy 3800 obr./min
- Maksymalny moment obrotowy: 407 N•m przy 2400 obr./min

### Silniki
- V6 4.1l Buick
- V8 4.1l HT-100
- V8 5.0l Oldsmobile
- V8 5.7l LF9
- V8 6.0l L62
- V8 7.0l L33

### Silniki (FL)
- V8 5.0l LV2
- V8 5.0l Chevrolet
- V8 5.7l L05